# Szántó Mihály
Német-keéri Szántó Mihály (Paks, 1847. március 28. – Pernitz, 1908. július 13.) magyar ügyész, miniszteri tanácsos.

## Életútja
Középiskoláit Kalocsán, a jogot Pesten végezte, ezután ügyvéd lett, később közjegyző. 1873-ban a budapesti királyi itélőtáblánál, majd a királyi törvényszéknél mint jegyző, illetve mint vizsgálóbíró működött; azután az igazságügyi minisztériumba került alügyésznek, ahol később titkár, osztálytanácsos és 1895-től miniszteri tanácsos és az I A) osztály főnöke lett. Számos törvényjavaslat fölötti tanácskozmányban mint miniszteri kiküldött vett részt. A gyakorlati birói vizsgálóbizottság tagja volt. Birta a porosz II. osztályú koronarendet a csillaggal és az orosz Szent Anna lovag-rendet. 

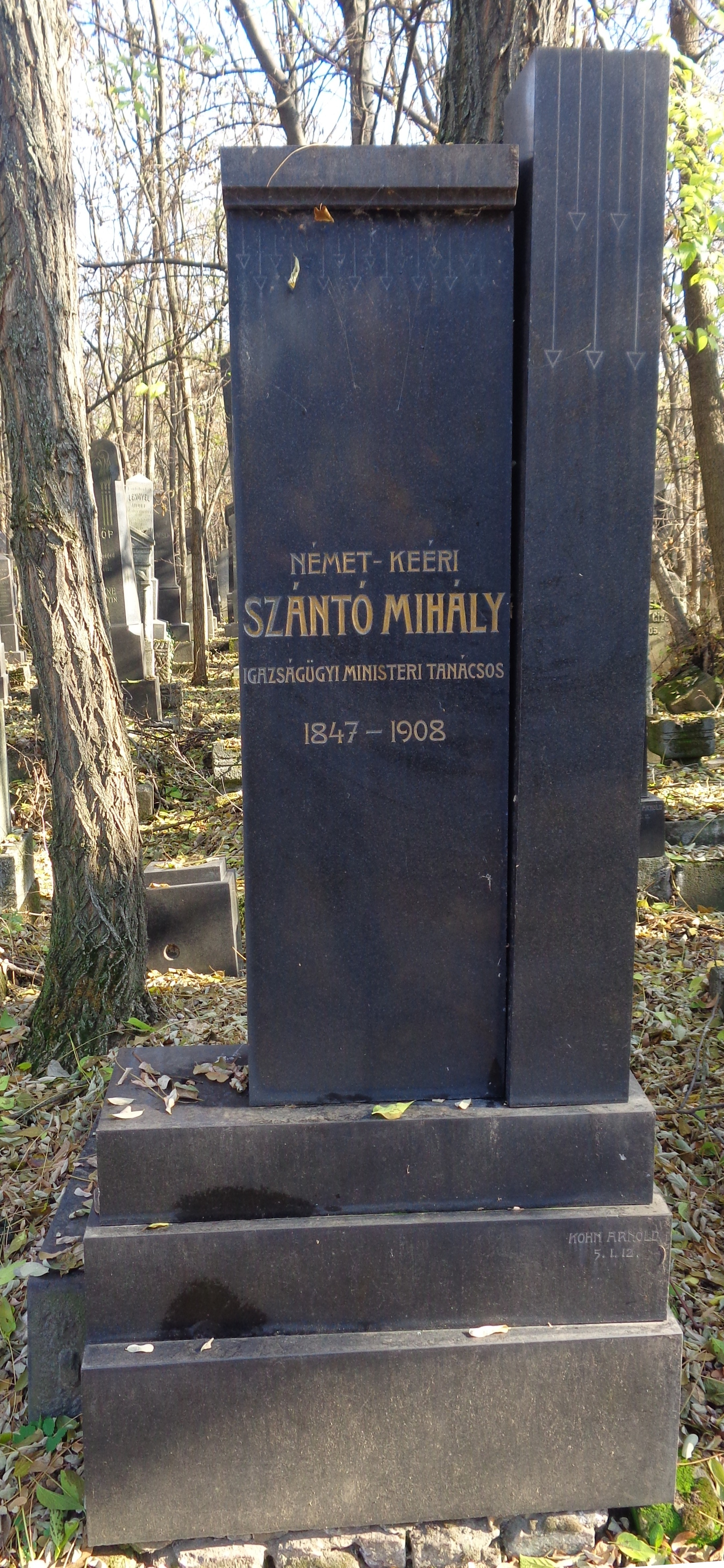
Sírja a Kozma utcai izraelita temetőben

## Munkája
- Nemzetközi magánjog, különös tekintettel hazai viszonyainkra. Az MTA által a Sztrokay-jutalommal kitüntetett pályamű. Bpest 1893.